# 다프네섬

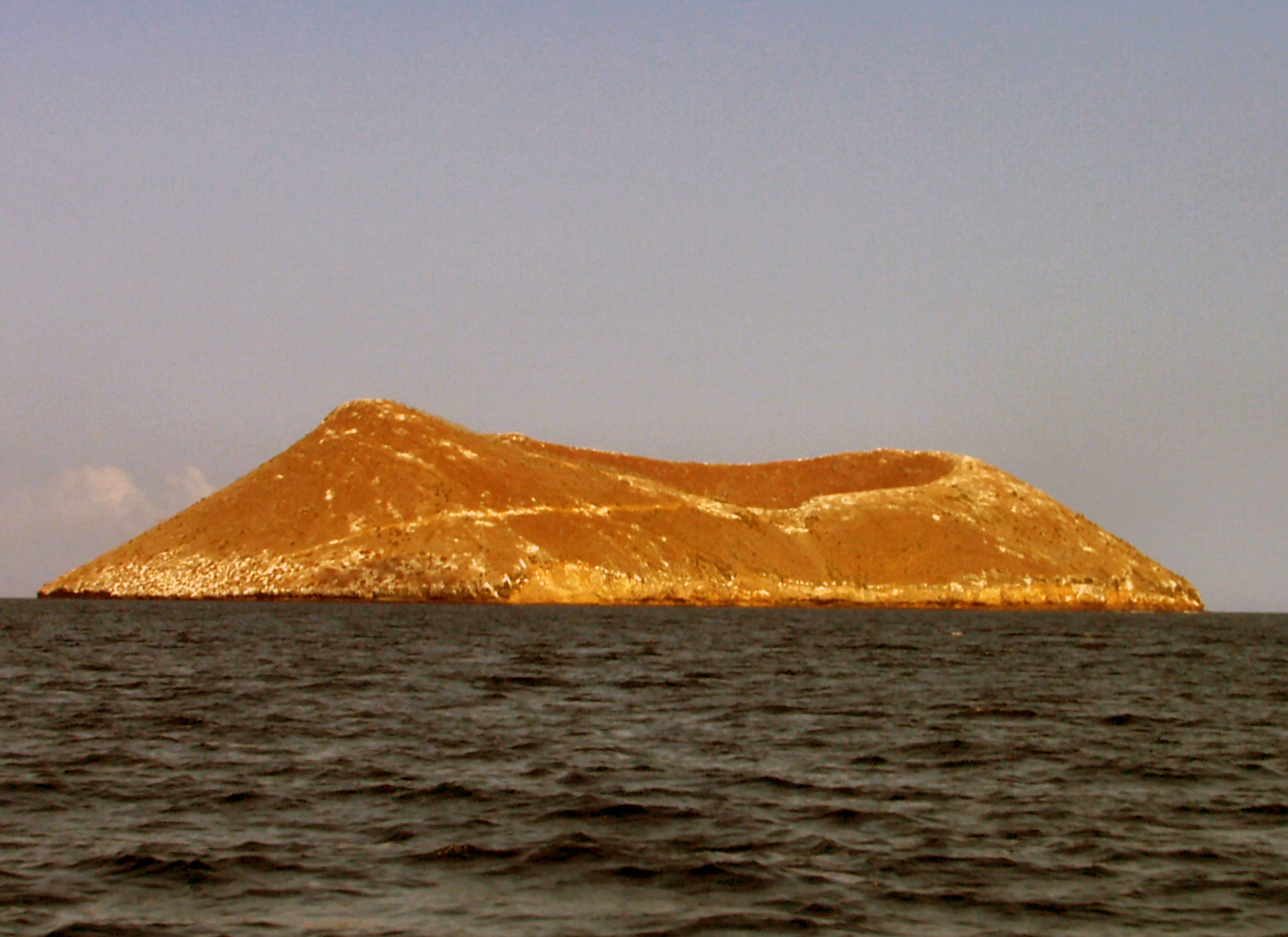
다프네 섬

다프네섬(영어: Daphne Island, 스페인어: Islas Daphne)은 화산섬이다. 이 섬은 갈라파고스 제도의 산타크루스 섬 바로 북쪽에 있다. 발트라 공항의 서쪽에 위치해 있다.

## 개요
이 섬은 나무가 없는 응회암 분화구로 구성돼 있으며, 그 테두리는 해발 120m로 솟아 올라 있다. 비록 이 제도를 방문한 관광객들이 쉽게 접근을 할 수 있기는 하지만, 갈라파고스 국립공원은 이 섬의 방문을 엄격히 제한하며, 주로 과학적 연구에만 허용된다. 이곳에서는 생물학자 피터와 로즈마리 그랜트 부부가 다윈 핀치를 20년에 걸친 집중적인 연구조사를 한 곳으로 유명하다. 그들은 핀치의 행동과 생명주기를 조사하여 다윈의 진화론을 강력하게 지지하는 결론을 얻었다. 그들의 노력은 《핀치의 부리》(The Beak of the Finch)을 얻게했고, 퓰리처 상을 수상했다.
다프네는 갈라파고스 마틴, 푸른발 부비, 나즈카 부비, 짧은귀 올빼미, 붉은부리 열대조, 그리고 아메리카군함조등 다양한 조류들의 보금자리이다.